# Pinarier
Die Pinarier waren eine römische Patrizierfamilie. Neben der lateinischen Form des Gentilnamens Pinarius ist inschriftlich auch die Namensform Peinarius bezeugt. Die gens Pinaria galt in Rom schon deshalb als besonders alt, weil sie zusammen mit den Potitiern einem eigenen privaten Kult huldigte, dem Kult des Hercules an der Ara Maxima auf dem Forum Boarium. Dieser Kult, angeblich von Hercules in vorrömischer Zeit selbst gestiftet, blieb bis zum Jahre 312 v. Chr. privat  und wurde erst dann von dem römischen Zensor Appius Claudius Caecus verstaatlicht, weil die den Kult betreuende gens Potitia ausgestorben war. Diese so uralte Abstammung und das Alter dieses Kultes war noch am Ende der Römischen Republik virulent, denn Marcus Tullius Cicero erwähnt sie ausdrücklich.
Die gens Pinaria blühte vor allem im 5. Jahrhundert v. Chr., in dem sie der Republik nach Aussage der (unzuverlässigen) Überlieferung zwei Konsuln gestellt haben soll. Dann aber schwand die Bedeutung des Geschlechtes mehr und mehr, 312 bei Übernahme des Hercules-Kultes durch den Staat war sie zwar noch nicht ausgestorben, war aber aus den Fasten in den folgenden Jahrhunderten fast ganz verschwunden. Dennoch blühte das Geschlecht weiter bis in die Kaiserzeit hinein, wo sie wieder zu konsularischen Ehren gelangte. Die wichtigsten Cognomina des Geschlechts waren Rufus, Natta und Scarpus.

## Bekannte Namensträger
- Publius Pinarius Mamercinus Rufus, Konsul 489 v. Chr.
- Lucius Pinarius Mamercinus Rufus, Konsul  472 v. Chr.
- Lucius Pinarius Mamercus, Konsulartribun 432 v. Chr.
- Publius Pinarius, Zensor 430 v. Chr.
- Lucius Pinarius Natta (Magister equitum), Magister equitum 363 v. Chr.
- Marcus Pinarius Rusca, Prätor 181 v. Chr.
- Lucius Pinarius Natta (Pontifex), Schwager des Publius Clodius Pulcher
- Titus Pinarius, diente 54 v. Chr. unter Gaius Iulius Caesar in Gallien
- Lucius Pinarius Scarpus, Neffe und Miterbe Caesars
- Publius Pinarius Natta, ein Klient des Seian, klagte 25 n. Chr. Aulus Cremutius Cordus an
- Gnaeus Pinarius Cornelius Clemens, Suffektkonsul um 72 n. Chr.
- Gnaeue Pinarius Aemilius Cicatricula, wahrscheinlich Suffektkonsul Nov/Dez. 79 n. Chr.
- Gnaeus Pinarius Aemilius Cicatricula Pompeius Longinus, Suffektkonsul 90 n. Chr.
- Gnaeus Pinarius Cornelius Severus, Suffektkonsul 112 n. Chr. und rex sacrorum

Ein weiterer Geschlechtsangehöriger, der Sohn des Klienten des Seian P. Pinarius Natta, wurde in die gens Scoedia adoptiert und hieß demgemäß Gaius Scoedius Natta Pinarianus. Er wurde nach einer Inschrift, C. Scoedio T. Tettieno Sereno cos', Suffektkonsul mit Titus Tettienus Serenus im Juli 81.